# Sandra Nurmsalu
Sandra Nurmsalu nació el 6 de diciembre de 1988 en Alavere, Harju, Estonia. Es una cantante y violinista que representó a Estonia en el Festival de Eurovisión 2009 en Moscú, Rusia.

## Biografía
Sandra Nurmsalu fue criada en el pueblo de Alavere, condado de Harju, en Estonia. Cursó sus primeros estudios musicales en la escuela de música Kose, donde aprendió a tocar el violín.
Nurmsalu comenzó a cantar como parte del grupo Pillipiigad por siete años y luego, para el grupo Virre por otros tres años. Durante su adolescencia, Nurmsalu también formó parte del grupo pop estonio Pink Tank.
Por su participación en el concurso de solistas juveniles 2 Takti Ette, dado cada dos años por Eesti Televisioon y transmitido a nivel nacional, Sandra obtuvo mucho reconocimiento a nivel nacional, pero finalizó en el cuarto lugar en el concurso. Fue a través de sus únicas actuaciones durante esta competencia que el futuro productor de Nurmsalu, Sven Lõhmus, la notó por primera vez y desde allí comenzó la colaboración, que finalmente condujo a la formación del grupo Urban Symphony.
Sandra se hizo aún más conocida a nivel nacional a través de su participación en el Festival de la Canción de Eurovisión con la banda Urban Symphony. Su sencillo debut, Rändajad, ganó la selección nacional y terminó en el sexto lugar en el Festival de la Canción de Eurovisión 2009. Desde que participó en el concurso, Nurmsalu ha ganado una considerable base de fanes en Europa.
Nurmsalu actuó en el reality show Eesti otsib superstaari. Cada participante tenía que elegir un cantante estonio para realizar un dueto con. El concursante Ott Lepland, más tarde ganador del concurso, elige a Nurmsalu para interpretar "Rändajad".
El 11 de marzo de 2010 se confirmó que Sandra estaba embarazada de su primera hija, a la que dio a luz el 26 de julio de 2010. Después del embarazo, Nurmsalu decidió suspender su carrera musical para concentrarse en criar a su hijo recién nacido, a quien llamó Crystal Ingrid Nurmsalu.

#### Regreso a la música
En julio de 2012, después de dos años de concentrarse en criar a su hijo recién nacido, Nurmsalu volvió a su carrera como cantante presentando el sencillo "Sel Teel" junto al artista estonio Sinine. "Sel Teel" encabezó la tabla de Radio Elmar durante dos semanas y permaneció en la tabla durante otras 10 semanas. La canción consiguió mucho éxito en varios países de Europa, incluyendo Francia y Alemania, donde alcanzó la primera posición en los Deutsche Alternative Charts durante la semana 44 de 2012.
Desde su regreso, Nurmsalu se ha centrado en interpretar una variedad de canciones estonias tradicionales en eventos musicales en toda Estonia.
En octubre de 2012, Nurmsalu realizó una gira junto a muchos otros artistas estonios para celebrar los 100 años del cine y la música de Estonia, realizando conciertos en lugares de Tallin, Pärnu y Tartu.

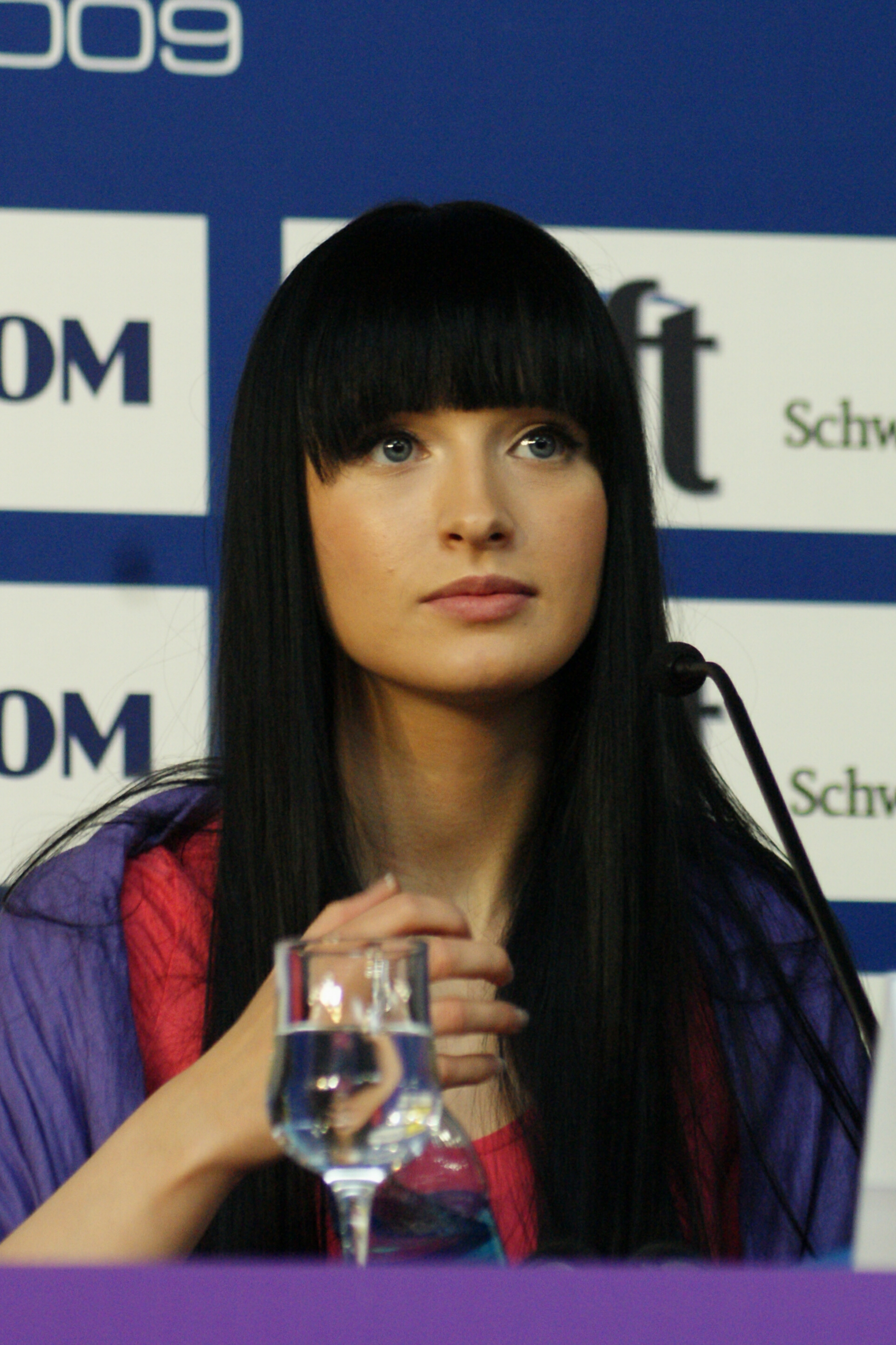
Nurmsalu en 2009

A finales de 2012, Nurmsalu anunció una gira de conciertos llamada "Rändajad" después de su primer sencillo popular con el grupo Urban Symphony. La gira se realizó en lugares alrededor del condado de Harju, donde ella creció, incluida su ciudad natal de Alavere. En julio de 2013, la gira continuó con la incorporación de otros 2 miembros de la banda.
En diciembre de 2012, para coincidir con su regreso a la escena musical, Nurmsalu formó su propia compañía musical llamada Muusikalind para promocionar su música.
Nurmsalu actuó en el concierto musical estonio Öölaulupidu Järjepidevus, donde debutó con su nuevo sencillo "Väike Eestimaa". El 26 de septiembre, la versión de estudio de Väike Eestimaa fue revelada por Moonwalk Studios e incluyó un anuncio de que Nurmsalu estaba trabajando en un nuevo álbum con su antiguo productor Sven Lõhmus. [12]
En diciembre de 2013, fue anunciada entre los 20 semifinalistas de Eesti Laul 2014, con su canción "Kui tuuled pöörduvad". El 21 de febrero de 2014, avanzó a la segunda semifinal a la final. Quedó en quinto lugar en la final el 1 de marzo de 2014.
Después de un año de pausa, regresó en 2017 con dos nuevos singles: "Jäälilled" y "Kevad on alati alles", junto a un nuevo mentor: Priit Pajusaar. El primer sencillo fue una vieja canción que Sandra solía tocar con su banda desde 2014, esta canción fue escrita por su esposo, Tarmo Kask. El segundo sencillo fue escrito por el famoso poeta estonio Aapo Ilves, y la música fue compuesta por Priit, Pille Piir y la misma Sandra. 
Dio a luz a su segunda hija, Flora Lee Nurmsalu, el 31 de agosto de 2015 y a su tercera hija, en mayo de 2018.
En noviembre de 2018, se reveló que es una de las 24 semifinalistas de Eesti Laul 2019, con su nueva canción "Soovide puu".

## Discografía

### ConUrban Symphony

#### Singles
| Año  | Sencillo        | Álbum                        |
| ---- | --------------- | ---------------------------- |
| 2009 | "Rändajad"      | Eurovision Song Contest 2009 |
| 2009 | "Päikese poole" | -                            |
| 2010 | "Skorpion"      | -                            |

### Solos

#### Singles
| Año  | Sencillo               | Álbum           |
| ---- | ---------------------- | --------------- |
| 2007 | "Velvetiin"            | -               |
| 2012 | "Sel Teel"             | -               |
| 2013 | "Väike Eestimaa"       | -               |
| 2014 | "Kui tuuled pöörduvad" | Eesti Laul 2014 |
| 2015 | "Mängurõõm"            | -               |
| 2017 | "Jäälilled"            | -               |
| 2017 | "Kevad On Alati Alles" | -               |
| 2018 | "Soovide Puu"          | Eesti Laul 2019 |